# Décathlon aux Jeux olympiques de 1912
Pour un article plus général, voir Athlétisme aux Jeux olympiques de 1912.
Navigation
Anvers 1920
L'épreuve du décathlon aux Jeux olympiques de 1912 s'est déroulée les 13 et 15 juillet 1912 au Stade olympique de Stockholm, en Suède. Elle est remportée par l'Américain Jim Thorpe et  le Suédois Hugo Wieslander.
Le décathlon composé de ses dix épreuves officielles (100 mètres, saut en longueur, lancer du poids, saut en hauteur, 400 mètres, 110 m haies, lancer du disque, saut à la perche, lancer du javelot et 1 500 mètres) apparait pour la première fois dans le cadre des Jeux olympiques. Un concours de décathlon s'est déroulé en 1904 à Saint-Louis mais avec des épreuves non traditionnelles.
À Stockholm, l'Américain Jim Thorpe remporte le titre olympique avec un total de 8 412 pts (soit 6 565 pts à la table actuelle de cotation datant de 1985) en devançant très largement trois Suédois : Hugo Wieslander, Charles Lomberg et Gösta Holmér. Mais, en 1913, soupçonné d'avoir touché de l'argent dans des épreuves de baseball avant les Jeux, il est déchu de sa médaille d'or et radié à vie, le titre olympique revenant à Hugo Wieslander. En 1982, soit 29 ans après sa mort, Jim Thorpe sera rétabli dans le palmarès, Wieslander conservant cependant sa médaille d'or.
Le 15 juillet 2022, le Comité international olympique décide d'attribuer à Jim Thorpe seul les médailles d'or du pentathlon et du décathlon des Jeux olympiques de 1912.